# 宮平貴子
宮平 貴子（みやひら たかこ、英語: Takako Miyahira、1979年 - ）は、日本の映画監督・映画プロデューサー。歌手のji ma maは姉。

## 略歴・人物
沖縄県那覇市生まれ。沖縄国際大学時代に短編映画を作り始め、映画監督クロード・ガニオンの『リバイバル・ブルース』のカメラ助手を経験し、長編映画の世界を目指す。卒業後はフリーランスとして沖縄で現場経験を積み、『KAMATAKI -窯焚-』でチーフ助監督を担当。その後もドキュメンタリーの撮影・編集などで経験を積む。
2008年、ユリ・ヨシムラ・ガニオンと共同脚本した『アンを探して』で長編監督デビュー。主演はお笑いコンビ「とんねるず」の石橋貴明の娘である穂のか。同作は2009年シンガポールの新人映画祭（第5回アジアン・フェスティバル・オブ・ファースト・フィルムズ）で邦人初のグランプリ（最優秀映画賞）と最優秀監督賞を受賞。
2011年、沖縄に拠点をうつし、初プロデュースの『カラカラ』(クロード・ガニオン監督作)は第36回モントリオール世界映画祭で世界に開ける視点賞・観客賞を受賞。沖縄在住スイス人写真家のダニエル・ロペスの「カタブイ-沖縄に生きる」など沖縄の日常に根ざした作品を製作している。
2014年、小さい頃の多感な時期に映画を通じて世界を感じ映画祭運営を通じて視野を広げる映画祭KIFFOを立ち上げて毎年11月に開催しており、その活動が評価され2018年2月にはドイツ外務省の招待プログラムに参加。日本の若手リーダーとして推薦され世界の若手映画人と交流、ベルリン国際映画祭を訪問。
2015年、沖縄フィルムツーリズム推進事業「わたしの宝もの」は第22回キンダーフィルムフェスト・きょうとで短編部門グランプリを受賞、韓国・ドイツの映画祭に招待された。
2018年、中国から沖縄へのパンダ誘致を目的とした沖縄パンダプロジェクト（OPP）の呼び掛け人として沖縄県庁記者クラブで記者会見を開いた。

## 主なフィルモグラフィー
- 2002年「リバイバル・ブルース」（クロード・ガニオン監督）カメラ助手担当
- 2005年「KAMATAKI -窯焚-」（クロード・ガニオン監督）チーフ助監督担当
モントリオール世界映画祭で5部門受賞

脚本・監督
- 2008年 「アンを探して」
アジアの新人映画祭(AFFF)で邦人初のグランプリ（最優秀映画賞）・最優秀監督賞受賞[3]
- 2015年「わたしの宝もの」
第22回キンダーフィルムフェスト・きょうとで短編部門グランプリ受賞

共同プロデュース
- 2011年「カラカラ」（クロード・ガニオン監督）
モントリオール世界映画祭　世界に開かれた視点賞・観客賞受賞
- 2013年「カタブイ-沖縄に生きる-」（ダニエル・ロペス監督）

## 受賞歴
- 最優秀監督賞（2009年）[3][4]
- 琉球新報活動賞 文化・芸術活動部門（2012年）[7]

## 著書
共著
- 映画『アンを探して』シナリオ採録 かもがわ出版 （2011年4月1日） ISBN 4780304385[8]

## こども国際映画祭in沖縄＜KIFFO＞
「いろんな人の笑顔が増える社会」を目的に、『こども国際映画祭in沖縄＜KKIFFO＞』を2014年から立ち上げた。
2018年の5回目の開催は、過去最高の来場者数を達成した。
始めた当初は協賛企業は1社だけだったが、第5回目は22社までに増えその活動はたくさんの人々に広がりを見せている。
活動の成果として、不登校気味で人とコミュニケーションが苦手だった少年が、学校を卒業後管理職の仕事に就いたり、第1回目の映画祭に関わっていた子供が現在大学を卒業し、テレビ制作会社に就職。学生時代に撮影した短編映画がイメージフォーラムで上映されるなど、沖縄の才能を育てるキャリア教育に特化している。